# Silene scopulorum
Silene scopulorum är en nejlikväxtart som beskrevs av Adrien René Franchet. Silene scopulorum ingår i släktet glimmar, och familjen nejlikväxter. Inga underarter finns listade i Catalogue of Life.